# Schlotheimia rufo-aeruginosa
Schlotheimia rufo-aeruginosa là một loài Rêu trong họ Orthotrichaceae. Loài này được Müll. Hal. miêu tả khoa học đầu tiên năm 1875.